# WAFU Club Cup
Der WAFU Club Cup (auch englisch West African Club Championship; französisch Coupe de l'UFOA) war ein Fußballvereinswettbewerb in Westafrika, der seit 1977 mit einer 9-jährigen Unterbrechung jährlich bis 2011 ausgespielt und von der West African Football Union (WAFU), einer Unterorganisation der CAF, organisiert wurde. Er war auch unter der Bezeichnung General Eyadéma Cup, benannt nach dem ehemaligen Präsidenten von Togo, bekannt.
Teilnahmeberechtigt waren bis 1999 die jeweils zweitplatzierten Teams in den nationalen Ligen der 16 Mitgliedsländer der WAFU. Nach der Wiederbelebung des Wettbewerbs 2009 ist er offen für die jeweils höchstplatzierten Teams der nationalen Ligen, die sich nicht für einen der afrikanischen Klubwettbewerbe CAF Champions League oder CAF Confederation Cup qualifizieren konnten. Gespielt wurde bis zum Finale im reinen K.-o.-System mit Hin- und Rückspiel. Seit 1998 fand im Anschluss an das Viertelfinale ein Finalturnier mit den verbliebenen vier Mannschaften in jeweils einem Gastgeberland zur Ermittlung des Siegers statt.

## Die Endspiele und Sieger
| Jahr                            | Sieger                    | Ergebnisse          | Finalist               |
| ------------------------------- | ------------------------- | ------------------- | ---------------------- |
| 1977                            | Stade d’Abidjan           | ?                   | AS Kaloum Star         |
| 1978                            | ASFA Dakar                | 1:0                 | Entente II             |
| 1979                            | AS Police                 | 2:1 / 0:0           | Enugu Rangers          |
| 1980                            | AS Police                 | 2:0 / 0:1           | Sharks FC              |
| 1981                            | Stella Club d’Adjamé      | 1:3 / 4:0           | AS Police              |
| 1982                            | Sekondi Hasaacas          | 1:0 / 0:0           | Spartans Owerri FC     |
| 1983                            | New Nigeria Bank FC       | 2:0 / 0:0           | Sekondi Hasaacas       |
| 1984                            | New Nigeria Bank FC       | 3:2 / 1:0           | Stade Malien           |
| 1985                            | Africa Sports National    | 3:0 / 2:0           | Ifodje Atakpamé        |
| 1986                            | Africa Sports National    | 2:0 / 0:2 6:5 i. E. | Asante Kotoko SC       |
| 1987                            | Cornerstones FC           | 1:1 / 1:1 4:2 i. E. | Stella Club d’Adjamé   |
| 1988                            | ASFAG                     | (a)1:2 /1:0 (a)     | New Nigeria Bank FC    |
| 1989                            | Ranchers Bees             | 3:1 / 1:2           | ASEC Mimosas           |
| 1990                            | ASEC Mimosas              | 1:0 / 1:1           | Djoliba AC             |
| 1991                            | Africa Sports National    | 1:1 / 2:1           | Lobi Stars             |
| 1992                            | Stade Malien              | 1:0, / 3:0          | Hafia FC               |
| 1993                            | Bendel Insurance          | 1:1 / 2:0           | Mogas 90 FC            |
| 1994                            | Bendel Insurance          | 1:0 / 1:1           | Plateau United         |
| 1995                            | Bendel Insurance          | 4:1 / 1:1           | Africa Sports National |
| 1996                            | AS FAN Niamey             | 0:3 / 4:0           | East End Lions         |
| 1997                            | Ghapoha                   | 0:1 / 2:0           | JS Ténéré              |
| 1998                            | Shooting Stars SC         | 2:0                 | JS Ténéré              |
| 1999                            | ASFA-Yennenga Ouagadougou | 3:2                 | Stade d’Abidjan        |
| 2000                            | nicht beendet             | nicht beendet       | nicht beendet          |
| 2001 bis 2008 nicht ausgetragen |                           |                     |                        |
| 2009                            | Horoya AC                 | 3:2                 | ASC HSM                |
| 2010                            | Sharks FC                 | 1:0                 | Casa Sports            |
| 2011                            | Dynamic Togolais          | 2:1                 | Gamtel FC              |
| 2012 bis 2016 nicht ausgetragen |                           |                     |                        |
| 2017                            | AS Tanda                  | 2:0                 | US Gorée               |
| seit 2018 nicht ausgetragen     |                           |                     |                        |

### Ranglisten
| Rang | Klub                      | Titel | Jahr(e)          |
| ---- | ------------------------- | ----- | ---------------- |
| 1    | Africa Sports National    | 3     | 1985, 1986, 1991 |
|      | Bendel Insurance          | 3     | 1993 1994, 1995  |
| 3    | AS Police                 | 2     | 1979, 1980       |
|      | New Nigeria Bank FC       | 2     | 1983 1984        |
| 5    | Stade d’Abidjan           | 1     | 1977             |
|      | ASFA Dakar                | 1     | 1978             |
|      | Stella Club d’Adjamé      | 1     | 1981             |
|      | Sekondi Hasaacas          | 1     | 1982             |
|      | Cornerstones Kumasi       | 1     | 1987             |
|      | ASFAG                     | 1     | 1988             |
|      | Ranchers Bees             | 1     | 1989             |
|      | ASEC Mimosas              | 1     | 1990             |
|      | Stade Malien              | 1     | 1992             |
|      | AS FAN Niamey             | 1     | 1996             |
|      | Ghapoha                   | 1     | 1997             |
|      | Shooting Stars SC         | 1     | 1998             |
|      | ASFA-Yennenga Ouagadougou | 1     | 1999             |
|      | Horoya AC                 | 1     | 2009             |
|      | Sharks FC                 | 1     | 2010             |
|      | Dynamic Togolais          | 1     | 2011             |
|      | AS Tanda                  | 1     | 2017             |

| Rang | Land           | Titel |
| ---- | -------------- | ----- |
| 1    | Nigeria        | 8     |
| 2    | Elfenbeinküste | 7     |
| 3    | Senegal        | 3     |
|      | Ghana          | 3     |
| 5    | Guinea         | 2     |
| 6    | Burkina Faso   | 1     |
|      | Mali           | 1     |
|      | Niger          | 1     |
|      | Togo           | 1     |